# Devadatta
 (octobre 2010).
Devadatta (« Dieu donné » en sanskrit), cousin et membre de la communauté monastique (sangha) du Bouddha, est surtout connu pour avoir été l'ennemi acharné de ce dernier et le mauvais disciple du sangha. Il aurait tenté à au moins trois reprises de tuer Gautama et fut à l’origine d’une tentative de schisme. Rival ou opposant du Bouddha, son image a certainement été noircie, et il est difficile de savoir qui il fut réellement.
Certains historiens, actuellement, proposent des dates pour les étapes essentielles de sa vie : 527 av. J.-C. pour son ordination ; 493 av. J.-C. pour ses méfaits contre le Bouddha ; 490 av. J.-C. pour son décès.

## Cousin et rival
Selon certaines sources[Lesquelles ?], il serait fils de Bandaka Suppabuddha, oncle maternel du Bouddha, et de son épouse Amitā. Gautama aurait épousé sa sœur Bhaddakaccānā. Selon d’autres, il est le fils d’Amitodana, oncle paternel de Gautama, et le demi-frère d’Ananda. Il est mentionné aussi sous le nom de Godhiputta, et Godhi pourrait donc être le nom de famille ou de clan de sa mère.
Il aurait eu la force de cinq éléphants et manifesté un acharnement précoce contre son cousin. Quand Siddhartha dut faire la preuve de ses talents de guerrier, un éléphant blanc lui fut amené, mais Devadatta le tua et sa carcasse obtura l’entrée de la ville jusqu’à ce que Siddharta lui-même s’occupe de la faire enlever. Dans la version qui en fait le demi-frère d’Ananda, il aurait proposé le mariage à la femme du Bouddha après son départ du palais.

## Moine
Il fait partie des jeunes Shakyas et Koliyas entrés dans les ordres au moment du retour de Gautama à Kapilavastu après son illumination. Il pratique sérieusement et obtient rapidement les quatre pouvoirs d’iddhi, qui permettent de se dédoubler, se transformer, de faire apparaître des objets et de n’être jamais gravement blessé. Il est au nombre des onze moines confirmés vantés par le Bouddha ; Sariputra, l’un des disciples principaux de Gautama, fait son éloge.
Les choses semblent se gâter quelque huit ans avant la mort du Bouddha. Il circonvient Ajatasattu, fils du roi de Magadha, qui lui fait bâtir un monastère à Gayasisa. Il y aurait fait servir régulièrement de la nourriture en si grande abondance qu’il dévoyait jusqu’aux fidèles du Bouddha qui venaient s’y restaurer en cachette.
Devadatta conçut le désir de prendre la place de son cousin. La tradition affirme que cette pensée impure fit immédiatement disparaître ses pouvoirs d’iddhi. Il alla proposer à Gautama de lui abandonner la direction du sangha et de prendre sa retraite, mais celui-ci, qui avait eu vent de ses projets d’usurpation, refusa avec dédain et déclara publiquement que désormais, Devadatta devait être considéré comme parlant en son nom propre et plus au nom du Bouddha.

## Meurtrier et schismatique

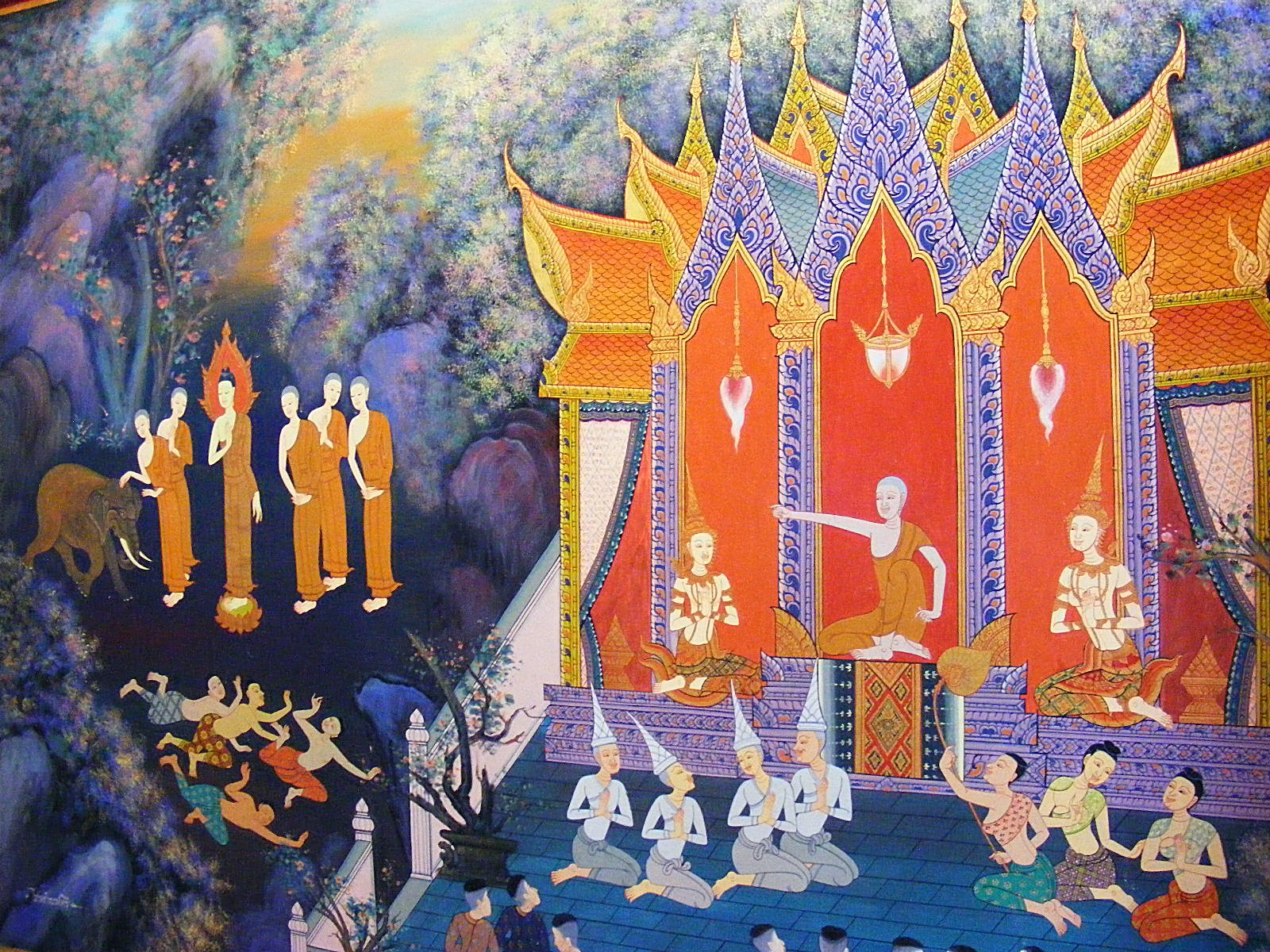
Devadatta pousse un éléphant à charger le Bouddha. Jaloux du Bouddha, Devadatta lance contre lui et ses disciples un éléphant en colère du nom de Nalagiri. Alors que l'animal se rue vers eux, le Bouddha fait la mudra de l'Abhaya, symbole de la bonté et de la douceur, et calme Nalagiri. L'histoire suggère que la bonté (metta) touche tout le monde. Wat Phra Yuen Phutthabat Yukhon, Uttaradit, Thaïlande, s.d.

Après avoir poussé Ajatasattu à tuer son père, Bimbisâra le roi de Maghada, Devadatta aurait fomenté l’assassinat du Bouddha par des archers. L’incident est expliqué dans certaines sources par des restes de mauvais karma dont Gautama n'était pas encore débarrassé. Néanmoins, les archers ne purent se résoudre à tirer et se convertirent. Devadatta décida alors d’agir seul. Tandis que son cousin gravissait le Gijjhakūta (une montagne du Maghada), il fit rouler vers lui un rocher qui blessa son pied. Gautama dut être transporté à Maddakucchi, puis à Ambavana, où le médecin Jīvaka prit soin de lui. Il refusa néanmoins les gardes du corps. Ensuite, ce fut l'incident bien connu de l’éléphant Nalāgiri (ou Dhanapāla) que Devadatta fit enivrer et lancer vers le Bouddha, mais ce dernier le calma en faisant le geste de l'abhaya-mudrā.
Soutenu par certains moines, dont son principal assistant Kokālika, ainsi que Katamoraka-tissa, Khandadeviyāputta et Samuddadatta, il décida de pousser au schisme en imposant cinq règles supplémentaires (qui correspondent à ce que peuvent pratiquer les saddhus, hindous ou jaïns) :
1. vivre toujours dans la forêt ;
2. ne jamais accepter de repas, utiliser seulement les aumônes reçues pour se nourrir ;
3. ne jamais accepter de don de vêtements et ne se vêtir que de chiffons ;
4. ne jamais coucher sous un toit mais seulement sous les branches des arbres ;
5. ne jamais consommer ni viande ni poisson.

Il alla les soumettre au Bouddha. Celui-ci jugea la troisième inacceptable et laissa au libre arbitre des moines d'appliquer les autres règles, sans en rendre aucune obligatoire. Devadatta l’accusa alors de rechercher la facilité et se sépara de lui. Il accomplit une uposatha (récitation rituelle) indépendamment, puis se retira dans son monastère de Gayāsīsa, entraînant à sa suite cinq cents moines de la cité de Vaisali, ainsi que des nonnes, telles Hullanandā qui semble avoir été une de ses plus enthousiastes partisanes. Une autre nonne fidèle de Devadatta l’avait suivi avec le consentement de son mari alors qu’elle était enceinte à son insu. Quand sa grossesse devint évidente, Devadatta la rejeta, et elle trouva refuge auprès du Bouddha. Son fils, Kumarakassapa, sera ordonné moine à sept ans. Quoi qu’il en soit, il est permis de penser que le Devadatta historique avait su s’attirer des fidèles. Trois sutras auraient été prêchés à l'occasion du schisme : les deux Devadatta sutta et le Mahāsāropama sutta.

## La fin
Le Bouddha aurait délégué Sariputra et Moggallana à Gayāsīsa pour prêcher la raison aux moines rebelles. Devadatta, qui pensait qu’ils venaient faire allégeance, les laissa entrer dans le monastère malgré l’opposition de Kokālika. Les deux assistants du Bouddha seraient repartis avec les brebis égarées et Devadatta en aurait craché le sang pendant neuf mois. Certaines sources prétendent même qu’il dormait lorsqu’ils partirent et que Kokalika le réveilla d’un coup de pied pour lui annoncer la nouvelle.

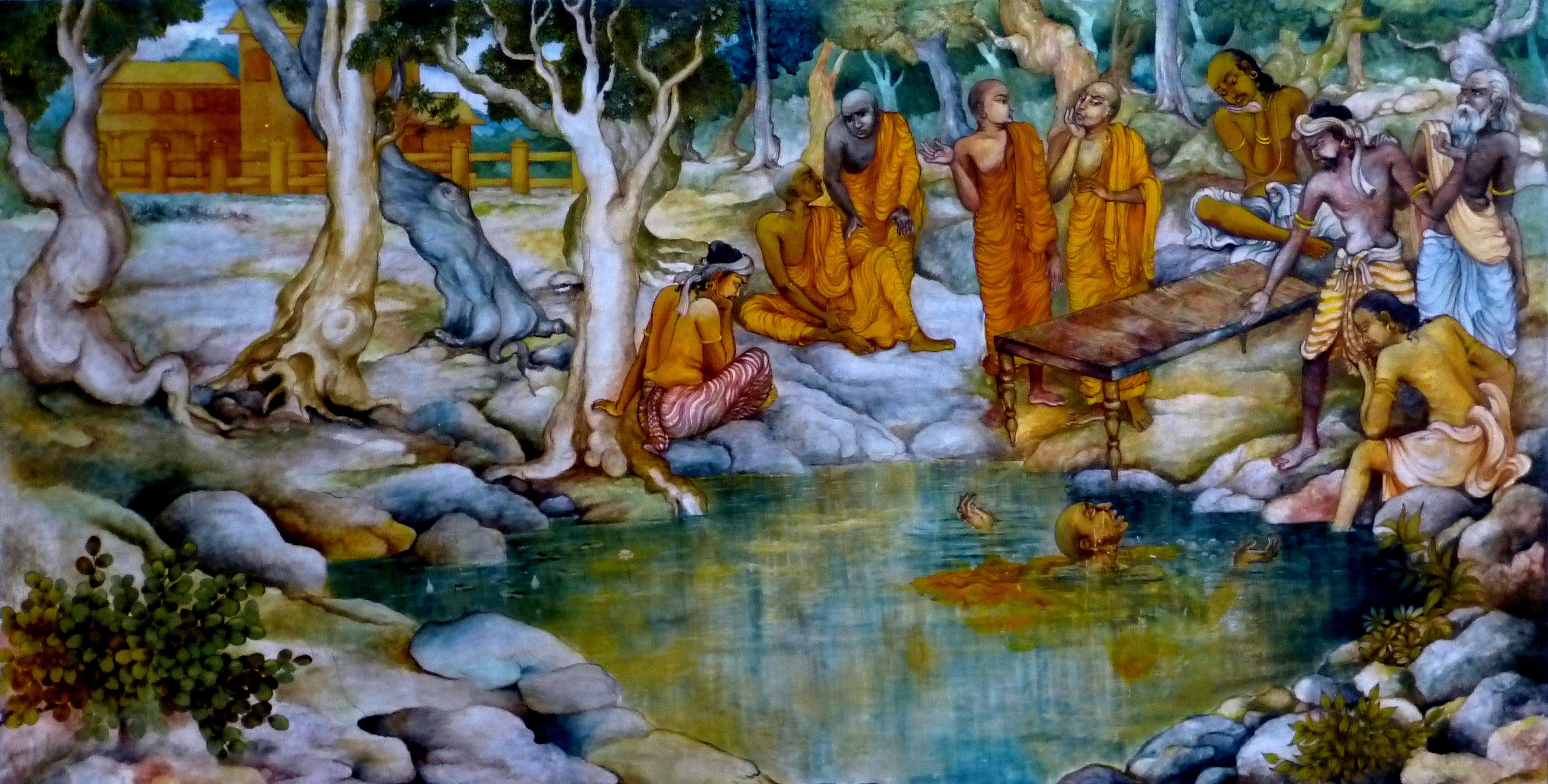
Devadatta s'enfonçant dans le sol.(Temple du parc Nava Jetavana, Sāvatthī, Uttar Pradesh).

Devadatta se serait ensuite décidé à contre-cœur à aller parlementer avec le Bouddha. Les sources précisent que c’est en litière, et non à pied comme il se doit, qu’il se mit en route. Mettant pied à terre près d’une rivière pour faire ses ablutions, il fut avalé par le sol et atterrit dans l’enfer Avīci où il doit rester entre un et cent mille kalpas selon les sources (quatre autres personnes auraient connu la même mésaventure du vivant de Gautama). Les habitants du lieu dans lequel il avait disparu célébrèrent, dit-on, l’événement par de grandes réjouissances. Le commentaire du Dhammapada décrit ses tourments en enfer. Heureusement pour lui, le souvenir de ses qualités anciennes n’est pas effacé, d’autant qu’il aurait au moment ultime pris refuge dans le Bouddha. Si bien qu'après son séjour en Avici, il reviendra sur terre comme pacceka buddha sous le nom d’Atthissara, ou même sous la forme d’un authentique bouddha nommé Devarāja.

## Vies antérieures
Selon les Jataka, recueil de récits des vies antérieures du Bouddha, Devadatta se serait, au cours de nombreuses existences antérieures, acharné contre l’incarnation de son cousin, parfois ayant le dessus, parfois étant lui-même défait. Le début de cette rivalité est narré dans le Serivānija Jātaka. Devaddata est un personnage négatif, dont la méchanceté est maintes fois mise en évidence. Il serait le seul des contemporains connus du Bouddha à avoir commis trois des cinq « péchés mortels » (anantarika-karma) ; le Dhamma Jātaka en fait même une sorte d’anti-Bouddha du nom de Adhamma (« non dharma »), incarnation donc de tout ce qui s’oppose à la bonne doctrine. Néanmoins, le souvenir d’un Devadatta d'avant le schisme n’a pas totalement disparu : au roi Milinda qui s’interroge sur l’origine de la force qui permet à son cousin de vaincre parfois Gautama, Nagasena répond que Devadatta ne fut pas toujours mauvais et qu'il avait accumulé une certaine quantité de bon karma.

#### Jataka
- (en) E. B. Cowell (Ed.) (trad. Robert Chalmers, N° 3, « Serivāṇija-Jātaka »), The Jâtaka or Stories of the Buddha's Former Births, vol. I, 1895 (lire en ligne)
- (en) E. B. Cowell (Ed.) (trad. W.H.D. Rouse, N° 457, « Dhamma-Jātaka »), The Jâtaka or Stories of the Buddha's Former Births, vol. IV, 1901 (lire en ligne)

#### Études
- André Bareau, « Les disciples », dans René de Berval, Présence du Bouddhisme, Paris, Gallimard, coll. « Bibliothèque illustrée des histoires », 1987, 816 p. (ISBN 978-2-070-70516-0), p. 245-266 / V. p. 253-254
- André Bareau, « Les agissements de Devadatta selon les chapitres relatifs au schisme dans les divers Vinayapitaka », Bulletin de l'Ecole française d'Extrême-Orient, vol. 78,‎ 1991, p. 87-132 (lire en ligne)
- (en) Robert E. Buswell Jr. et Donald S. Lopez Jr., The Princeton Dictionary of Buddhism, Princeton, Princeton University Press, 2014, xxxii + 1265 p. (ISBN 978-0-691-15786-3), p. 233-234
- Dennis Gira, Comprendre le bouddhisme, Paris, Le Livre de Poche, 2007 (1re éd. 1998, Bayard), 222 p. (ISBN 978-2-253-14366-6), p. 108-114.
- Alfred Foucher, La vie de Bouddha, d'après les monuments et les textes de l'Inde, Paris, J. Maisonneuve, 1987 (1re éd. 1949), 383 p. (ISBN 2-720-01052-9), p. 85; 236; 286-289

#### MangaDévadatta
- Osamu Tezuka (trad. Jacques Lalloz), La Vie de Bouddha, vol. 3/8, Paris, Tonkam Coll. « Découverte », 2005  (ISBN 2845805292)